# 巴克烏
巴克烏（羅馬尼亞語： 羅馬尼亞語發音：[baˈkəw] ⓘ）是羅馬尼亞的一個城市。屬摩爾達維亞地區。巴克烏是巴克烏縣的首府所在地。

## 人口資料
根據2011年人口普查的資料，巴克烏擁有144,307位居民，與2002年人口普查記錄的數字相比有所減少。民族如下：
- 羅馬尼亞人：97.93%
- 羅姆人：0.92%
- 匈牙利人：0.09%
- 猶太人：0.03%
- 其他：0.34%

巴克烏都會區是一個將巴克烏與附近鄉鎮合為一體的規劃中的行政單位，人口估計約為25萬。